# Midden-Beiers
Het Midden-Beiers (Niederbayern, Oberbayern, Neder- en Opper-Oostenrijk, Wenen) is een dialect van de Hoogduitse taal. Het Midden-Beiers hoort bij het Beiers. De andere Beierse dialecten zijn Zuid-Beiers en Noord-Beiers. Het West-Midden-Beiers wordt in München gesproken en is een van de twee varianten van het Midden-Beiers. De andere variant van het Midden-Beiers is het Oost-Midden-Beiers van Wenen en andere plaatsen.